# عدد ممركز مثمني

عدد ممركز مثمني.

العدد الممركز المثمني هو عدد ممركز مضلع يمثل مثمن بحيث يكون له نقطة في المنتصف والنقاط الأخرى تتوزع في طبقات لها شكل ثماني الأضلاع المنتظم.
- تعطى صيغة العدد الممركز المثمن للعدد n بالصيغة:

{\displaystyle 8T_{n-1}+1}
حيث T هو عدد مثلثي. أو بصيغة أبسط بتربيع العدد الفردي:
{\displaystyle (2n+1)^{2}.}
- تعطى الأعداد الأولى من سلسلة الأعداد الممركزة المثمنة كما يلي:

1 - 9 - 25 - 49 - 81 - 121 - 169 - 225 - 289 - 361 - 441 - 529 - 625 - 729 - 841 - 961 - 1089 - ...
- جميع الأعداد الممركزة المثمنة هي أعداد فردية.